# 北陽のなりたい!
北陽のなりたい!（ほくようのなりたい）は、テレビ静岡で2004年に放送されたテレビ番組である（毎週水曜日24:35～25:05）。
テレビ神奈川など一部地方局にも番組販売されている。

## 概要
北陽の2人がお笑い芸人以外になりたかった職業に、それぞれ一人ずつで体験していくバラエティ番組。
2004年1月21日から5月12日まで（13回）と、同年7月21日から10月27日まで（13回、「なりたい!!」とタイトルが微妙に変更）と、全26回が放送された（各シーズンの最終回は総集編）。

## 出演
- 北陽（虻川美穂子、伊藤さおり）

## DVD
- 〜おしごと体験バラエティ〜北陽のなりたい!